# Vinderup Kirke
Vinderup Kirke ligger i Vinderup stationsby. Kirken er opført i 1905 og indviet i 1906:117-118. Oprindeligt var kirken en filialkirke under Sahl Kirke, men er pr. 1/10 2010 selvstændig sognekirke.

## Eksterne kilder og henvisninger
- Johannesen, Jens G. (december 2005). Vinderup Kirke (PDF). Vinderup Menighedsråd. ISBN 87-89775-30-9.
- Vinderup Kirke hos danmarkskirker.natmus.dk (Danmarks Kirker, Nationalmuseet)
- Vinderup Kirke hos KortTilKirken.dk